# 堀江晶太
堀江晶太，日本音樂家，以VOCALOID創作歌曲時使用名義kemu。截至2023年，他是唯一一位達成所有上傳至Niconico動畫的作品都超過200萬次播放成就的製作人。

## 介绍
堀江晶太高中時期(自稱)，曾未成年吸菸、喝酒。
外遇知名漫畫家矢吹健太朗的妻子柏木志保。
還把知名漫畫家矢吹健太朗信用卡刷爆。
2008年開始，平時據說不太照顧小孩的柏木志保。
突然帶著她與矢吹先生的女兒（當時三歲）出外旅行，並且拿著矢吹先生的信用卡大刷特刷。
2009年時突然帶著小孩失蹤，矢吹健太朗老師妻子外遇的事才被爆出。
堀江晶太使用過之化名，kemu、中村イネ。
這段時間，據說柏木志保是把小孩丟給娘家照顧，而本人則跑去和前述的馬頭(堀江晶太)同居、過著熱戀生活。
而且當她錢用完時，還會跟矢吹先生聯絡要錢。到了2009年2月
，柏木志保則以「為了小孩要與你重修舊好」的理由，突然帶著弟弟回到東京找矢吹先生。
並且在矢吹先生沒發現之情況下，偷走矢吹先生另一張信用卡，接著只帶著自己畫圖用的個人電腦與女兒突然失蹤。
而發現情形不對勁的矢吹先生，把信用卡停辦後拼命找著女兒，卻因為柏木志保的家族關係而找不到。
2009年3月，柏木志保以
「丈夫都只顧漫畫不理我，我跟他個性不合」之理由申請離婚。
這時候矢吹先生才從柏木志保的電腦通訊紀錄中發現
她跟中村イネ(堀江晶太)之間有許多很糟糕的對話，才驚覺兩人之間有婚外情。
發現婚外情曝光的柏木志保，則是以女兒扶養權為要脅，脅迫矢吹先生不准告中村イネ(堀江晶太)，並且進一步要求矢吹先生給她一半財產。
根據傳言，當時的矢吹先生為了女兒，對柏木志保的要求一概接受，並且根據矢吹先生朋友證言，矢吹先生當時即使被這件事情搞得心力交瘁，他也是不做抱怨默默承受。
最大的希望是希望給女兒一個正常不被打擾的生活空間。
2009年4月兩人離婚後，據傳言柏木志保與中村イネ(堀江晶太)開始同居。這段期間在日本網路使用者之間引起廣泛討論。
也被這些使用者發現中村イネ(堀江晶太)未成年不僅抽煙、喝酒，
甚至他就是和柏木志保發生婚外情的人。
中村イネ(堀江晶太)本人也因此在2009年6月9日公開發表承認他未成年抽煙喝酒，還有與柏木志保之間的婚外情，對他引起這些騷動而道歉
『ニコニコ動画』未成年投稿者が『週刊少年ジャンプ』漫画家の妻との不倫を謝罪 （页面存档备份，存于）

2011年11月7日，kemu于Niconico初次投稿GUMI原创曲《人生重置键》（日语：人生リセットボタン）。此曲BPM接近200，投稿后很快就被加上“期待的新人”的tag且引发了轰动，并在短时间内成为VOCALOID殿堂曲。也因此一跃成为令人瞩目的新人音乐制作人。
在这之后，由他制作的第2～4篇作品皆获得超过百万次的观看数，使其成为NICONICO动画史上第八位有四首曲子达成此一目标的音乐制作人；於NICONICO投稿的6首歌曲（至《神明发条》（日语：カミサマネジマキ），皆獲得週刊VOCALOID排行榜第一名。
投稿了第八首歌《敗北的少年》（日语：敗北の少年）之後，暫停活動。
kemu的曲风偏快并带有强烈的电子音效，词曲皆带有浓烈的人生观，配合主要由插画师负责的插画PV，形成鲜明的个人特色。
kemu實際上隸屬於「KEMU VOXX」同人社團，主要成員有kemu（音樂）、ke-sanβ（PV）、（繪畫）、（SMC，已引退）。2012年一月十日成立。
2017年5月31號，也是kemu本人生日當天，投稿《敬啟我的分身》（日语：拝啓ドッペルゲンガー），重啟活動並同時對外承認了以堀江晶太之名活躍於PENGUIN RESEARCH和以kemu之名投稿於網路的V家p主皆為他本人。

## 歌曲
kemu目前的所有歌曲，包括兩張專輯收錄的部分皆屬於同一世界觀。
| 日文标题 | 常用译名           | 副标题             | 声源                     | Niconico PV发布日期 | 备注                                                            |
| -------- | ------------------ | ------------------ | ------------------------ | ------------------- | --------------------------------------------------------------- |
|          | 人生重置键         | 少年追求著完美     | GUMI                     | 2011年11月7日       | kemu的首作，人生三部曲之一。                                    |
|          | Invisible          | 少年想成為隱匿者   | GUMI、鏡音鈴             | 2011年12月20日      | 人生三部曲之二。投稿后長期位列週刊VOCALOID前三十。              |
|          | 骗人的Life Game    | 少年曾想平穩地生活 | GUMI                     | 2012月2月8日        | 人生三部曲之三。                                                |
|          | 六兆年零一夜的故事 | 少年曾想成為人類   | IA                       | 2012年4月11日       |                                                                 |
|          | 地球最后的告白     | 少年曾有想說的話   | GUMI                     | 2012年6月26日       |                                                                 |
|          | 神明發條           | 少年過於純潔無暇   | GUMI                     | 2012年8月2日        |                                                                 |
|          | 靈魂轉生           | 少年拒絕了完美無缺 | GUMI、鏡音鈴             | 2013年3月27日       |                                                                 |
|          | 败北的少年         | 少年没能成為神     | GUMI                     | 2013年5月6日        | 结尾处Thank you, we'll meet again someday暗示了kemu的暫時引退。 |
|          | 敬啟我的分身       | 少年失去了少年     | GUMI                     | 2017年5月31日       | 重啟活動。                                                      |
|          | 我们的报复政策     |                    | IA                       |                     | 《PANDORA VOXX》专辑专属曲。                                    |
|          | 拖把英雄主义       |                    | GUMI                     |                     | 《PANDORA VOXX》专辑专属曲。                                    |
|          | 想要被你崇拜       |                    | GUMI                     |                     | 《PANDORA VOXX COMPLETE》专辑专属曲。                           |
|          | 時間機器和積雨雲   |                    | GUMI                     |                     | 《PANDORA VOXX COMPLETE》专辑专属曲。                           |
|          | 独白               |                    | GUMI、IA、鏡音鈴、鏡音連 |                     | 《PANDORA VOXX COMPLETE》专辑专属曲。                           |
|          | 天才歌手凡才歌手   |                    | 鏡音連                   |                     | 《PANDORA VOXX COMPLETE》专辑专属曲。                           |
|          | 期末测验的帝王     |                    | 鏡音鈴                   |                     | 《PANDORA VOXX COMPLETE》专辑专属曲。                           |
|          | 說謊的流星         |                    | 鏡音鈴、鏡音連           |                     | 《PANDORA VOXX COMPLETE》专辑专属曲。                           |
|          | 在空無一物的早晨   |                    | GUMI                     |                     | 《PANDORA VOXX COMPLETE》专辑专属曲。                           |

## 專輯

### 《PANDORA VOXX》
kemu的首張專輯，於 VOC@LOID M@STER 20 釋出。共收錄十二曲，包含三片光碟。首刷有HATSUKO附圖集公式書。
- DISC 1 (PANDORA VOXX)

- DISC 2：ARRANGE CD (-Re:set GAME-)

- DISC 3：DVD(-Apocalypse-)

### 《PANDORA VOXX COMPLETE》
kemu的第二張專輯，有分為三種版本販賣：兩張CD的版本；其中收錄兩張CD、一張DVD的版本；以及兩張CD加上藍光BD的版本。同年五月八日販售官方的Niconico歌手翻唱版本《PANDORA VOXX REBOOT》。
- DISC 1

- DISC 2

- DVD

## 真实身份
- 冢本kemu（冢本けむ），作曲家，曾为写过ED。于2012年8月17日在animate网上证实了他的身份[2]。
- 堀江晶太，PENGUIN RESEARCH的貝斯手。